# Ghost Rider (personage)

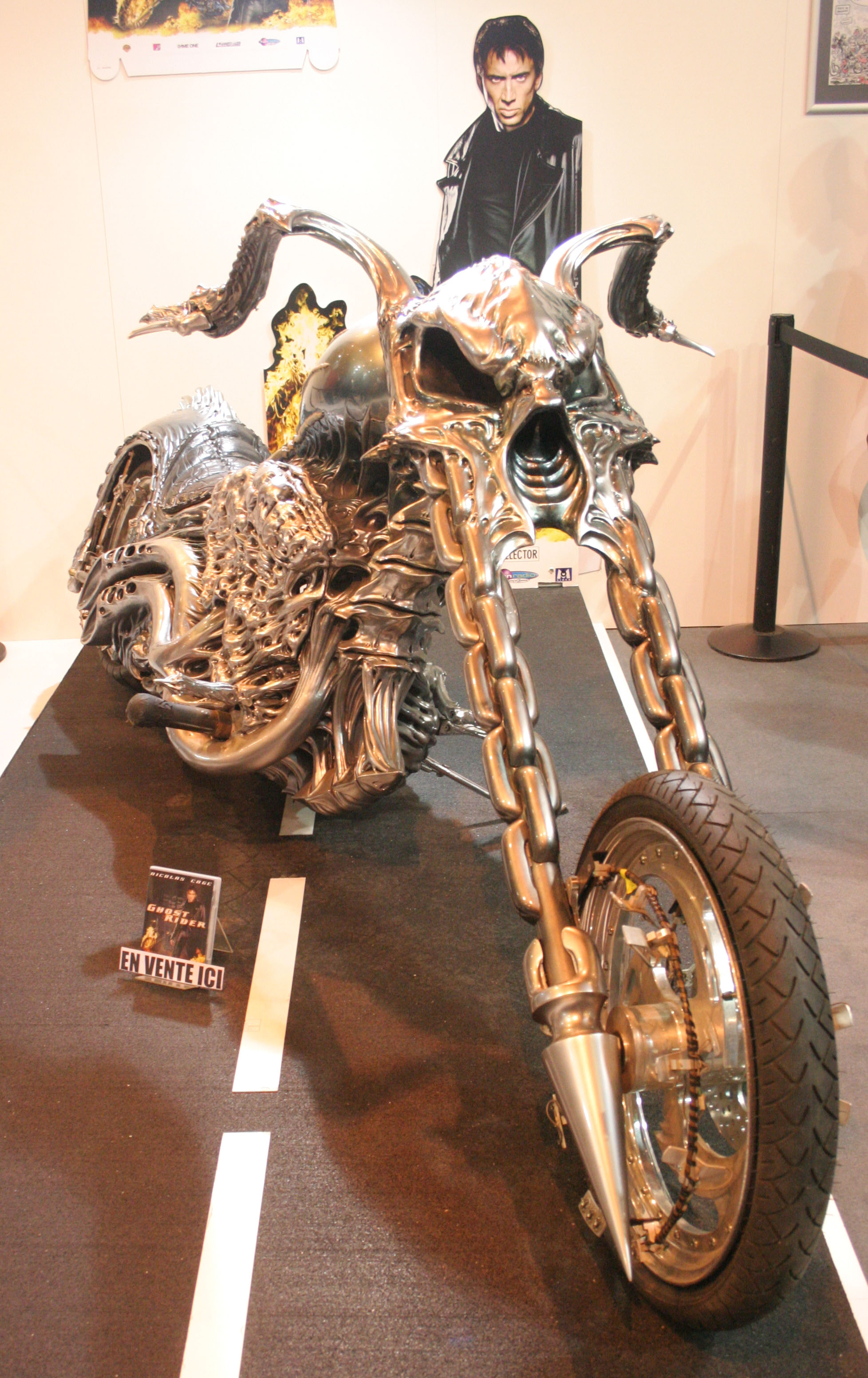
Motorfiets van Ghost Rider

Ghost Rider is de naam van verschillende fictieve bovennatuurlijke superhelden/antihelden uit de strips van Marvel Comics. Voordat de eerste Ghost Rider verscheen in de strips, gebruikte Marvel de naam ook al voor een western personage. Zijn naam werd later veranderd naar Night Rider, en daarna Phantom Rider.
De eerste Ghost Rider is stunt motorrijder Johnny Blaze, die om het leven van zijn mentor te redden zijn ziel verkocht aan Satan (later bleek dit Mephisto te zijn). Deze bond Johnny’s ziel met die van de demon Zarathos. Hierdoor werd Johnny de eerste Ghost Rider.
De Ghost Rider serie van 1990 tot 1998 bevatte een nieuwe Ghost Rider genaamd Daniel Ketch. Nadat zijn zus was verwond door een groep misdadigers, kwam Ketch in contact met een motorfiets die de "Spirit of Vengeance" (geest van wraak) bevatte. Deze geest was oorspronkelijk een voorouder van zowel Blaze als Ketch. Johnny Blaze kwam ook in deze serie voor, en er werd zelfs onthuld dat hij Ketch’ broer was.

## Geschiedenis

### Oorsprong van de Ghost Rider
Lang geleden werd een mystiek voorwerp vervaardigd uit het bloed dat de originele “Spirits of Vengeance” bevatte. Dit voorwerp, bekend als het Medaillon van Kracht (Medallion of Power) brak uiteindelijk in verschillende stukken die werden vastgezet in de afstammingslijn van de Kale familie. De demon Mephisto zocht deze stukken Medaillon en ontmoette Noble, de eerste van de Kale familie die was beïnvloed door zijn stuk van het medaillon. Hij veranderde door de Spirit of Vengeance in de Ghost Rider van de 18e eeuw. Mephisto faalde om het stuk medaillon van Noble af te nemen, en hield sindsdien de Kale familie in de gaten. In de jaren die volgden nam Nobles geest, en daarmee de Spirit of Vengeance, steeds bezit van een lid van de Kale familie.

### Johnny Blaze
Johnny Blaze, een stunt motorrijder/waaghals, was de zoon van Barton Blaze en Naomi Kale. Johnny's ouders deden mee aan een stuntshow. Naomi was echter op de hoogte van de vloek die op haar familie rustte vanwege de stukken medaillon. Toen Naomi echter bang werd dat Johnny hetzelfde zou overkomen als haar, verliet ze Johnny en haar man. Ze nam hun andere twee kinderen mee en gaf ze aan een vrouw genaamd Francis Ketch. Toen Barton kort daarna stierf, werd Johnny geadopteerd door Crash en Mona Simpson, twee collega’s van Johnny's ouders. Zij vertelden Johnny dat zijn echte moeder was overleden, in de hoop dat dit minder pijnlijk voor hem zou zijn dan het feit dat zijn moeder hem in de steek had gelaten. Naomi maakte ondertussen een deal met Mephisto om te voorkomen dat Johnny de Ghost Rider zou worden. Mephisto verraadde Naomi echter met de mededeling dat hoewel Johnny niet langer beïnvloed zou raken door de Spirit of Vengeance, hij toch een Ghost Rider zou worden.
Toen Johnny ontdekte dat Crash Simpson, die hij inmiddels als zijn vader beschouwde, binnenkort zou sterven aan kanker riep Johnny de hulp in van Mephisto. Hij verkocht zijn ziel aan Mephisto in ruil voor Crash’ genezing. Crash genas inderdaad, maar stierf later alsnog vanwege een mislukte stunt. Johnny wist echter aan Mephisto te ontsnappen toen die zijn ziel kwam opeisen. Uit wraak bond Mephisto Johnny's ziel aan de demon Zarathos, en veranderde hem zo in de Ghost Rider.
Johnny was, net als zijn verloren broer Danny Ketch (zie onder) een directe afstammeling van Noble Kale (Johnny's achternaam Blaze kwam van zijn vader, en Danny’s achternaam Ketch van zijn adoptiemoeder). Johnny zou oorspronkelijk de volgende in de Kale familie zijn die het gastlichaam van Noble Kale zou worden, maar dankzij de deal die zijn moeder met Mephisto maakte ging dit niet door. In plaats daarvan werd Johnny het gastlichaam van de demon Zarathos. Zarathos verloor bij de verbinding met Johnny echter zijn geheugen en was volledig onder Johnny’s controle, die zijn krachten gebruikte om een superheld te worden.
Nadat Ketch stierf, keerde Johnny Blaze terug als de Ghost Rider. Maar ditmaal wel als de Spirit of Vengeance.

### Daniel Ketch
Daniel Ketch en zijn zus Barbera werden sinds Naomi Kale hun achterliet opgevoed door Francis Ketch. De twee werden aangevallen door een bende gangsters en vluchtten naar een schroothoop waar Daniel een motorfiets vond met daarop een mystieke sigil. Toen hij hem aanraakte, werd hij veranderd in de Ghost Rider.
Deze Ghost Rider was vrijwel identiek aan de vorige, hoewel zijn kostuum en motorfiets wat moderner waren dan die van zijn voorganger. Hij opende de aanval op de gangsters, maar was niet in staat zijn zus te redden. Zij raakte door haar zware verwondingen in een coma, en werd later vermoord door Blackout.
Toen Ghost Rider lid werd van de Midnight Sons, stierf hij tweemaal. De eerste keer door toedoen van de vampierjager Blade, die toen onder invloed was van Darkhold. De tweede maal toen hij met Zarathos vocht. Beide keren kwam hij weer tot leven.
Later werd onthuld dat Daniel Ketch en Johnny Blaze broers waren, en er een vloek op hun familie rustte. In tegenstelling tot Johnny, die zijn krachten verkreeg van Zarathos, werd Daniel de Ghost Rider vanwege de vloek op zijn familie. Via de motor die hij had gevonden werd hij het volgende gastlichaam van Noble Kale. Daar waar Johnny en Zarathos constant met elkaar vochten om controle over het lichaam, werkten Daniel en Noble samen.
Daniel stierf uiteindelijk, maar de Spirit of Vengeance die met hem was verbonden via de motorfiets bleef bestaan.

## Krachten en vaardigheden
Het belangrijkste kenmerk van de Ghost Rider is dat hij een mens is die verandert in een brandende motorrijder met bovennatuurlijke krachten. Als hij op zijn motorfiets rijdt, kan deze sneller reizen dan enig andere motorfiets en normaal gesproken onmogelijke manoeuvres uitvoeren zoals kaarsrecht omhoog rijden.

### Johnny Blaze
Als de Ghost Rider beschikte Johnny over bovennatuurlijke kracht en uithoudingsvermogen. Hij kon tevens puur vuur (hellevuur) uit het niets oproepen en voor allerlei aanvallen gebruiken. Johnny creëerde later zelfs een motorfiets van dit vuur. Dit vuur kan ook dienstdoen als normaal vuur. Johnny bezit tevens een ketting die hij voor meerdere aanvallen kan gebruiken. Via zijn motor kan hij heen en weer reizen tussen verschillende dimensies.
In zijn huidige incarnatie kan Johnny ook de Penance Stare uitvoeren, die voorheen alleen door Daniel Ketch kon worden gebruikt.

### Daniel Ketch
Daniel Ketch bezit grotendeels dezelfde krachten als Johnny. Ook hij bezit een magische ketting voor verschillende doeleinden. Daniels ketting kan in lengte groeien of krimpen, is bovennatuurlijk sterk, en kan veranderen in andere wapens zoals shuriken of een speer. Hij kan hem ook razendsnel laten ronddraaien als een soort boor. Daniels meest gevreesde aanval is de Penance Stare. Dit houdt in dat hij oogcontact maakt met zijn vijand, en die vijand alle pijn laat voelen die hij anderen heeft aangedaan in zijn leven. Dit werkte echter niet als zijn vijand blind is, of meer dan twee ogen heeft. Toen Daniel de Penance Stare een keer uitprobeerde op Venom, resulteerde dit erin dat Daniel zelf flauwviel.

## Ghost Riders motorfietsen
In eerdere verhalen van de Blaze/Zarathos Ghost Rider gebruikte Ghost Rider een standaard motorfiets, soms aangepast voor het uitvoeren van stunts. Het meest gangbare model dat hij gebruikte was zijn oude stuntmotor, met een schedel voorop gemonteerd. Deze motor stond bekend als de Skull-Cycle, en vatte altijd vlam wanneer Johnny zelf in de Ghost Rider veranderde. Toen Johnny later leerde hoe hij uit hellevuur zelf een motor kon creëren, gebruikte hij verschillende versies (afhankelijk van de tekenaar van het verhaal).
De motorfiets van de Dan Ketch Ghost Rider was een stuk moderner dan die van Johnny. Als Ketch veranderde in Ghost Rider, veranderde zijn motorfiets (Yamaha Star-VMax) van een standaard model naar een high-tech model. Deze motor had onder andere een schildvormige stormram aan de voorkant. Eenmaal veranderde Ketch een andere motor (waar hij toevallig opzat) in de Ghost Rider motor met een schedel als lamp en brandende banden.
De Robbie Reyes versie van Ghost Rider rijdt een gemodificeerde 1969 Dodge Charger, die hij zelf de "Hell Charger" noemt. De auto kan net zoals de motorfietsen hellevuur genereren, en is vrijwel onverwoestbaar, zolang Reyes de Ghost Rider is. De auto was eerst van zijn oom, Eli.

## Ghost Rider in andere media

### Film
Een Ghost Rider film kwam uit op 16 februari 2007. In de film heeft acteur Nicolas Cage de rol van Johnny Blaze. Ook Johnny’s oude vijand Mephisto verscheen in de film, gespeeld door Peter Fonda.
Een tweede film genaamd Ghost Rider: Spirit of Vengeance is uitgekomen in februari 2012.

### Live-action
Robbie Reyes verschijnt als een terugkerend personage in de televisieserie Agents of S.H.I.E.L.D. en wordt daarin gespeeld door Gabriel Luna. Deze versie is veel ouder dan zijn stripboektegenhanger en Reyes is van zijn middelbare school afgegaan om te zorgen voor zijn gehandicapte broertje Gabe. Wanneer hij naar een straatrace gaat samen met zijn broer wordt hij door een straatbende bekend als de Fifth Street Locos aangevallen. Robbie wordt uit zijn auto gegooid en sterft als hij op straat valt; zijn broer kan niet meer lopen. Een goede samaritaan, die blijkt Johnny Blaze te zijn, redt Gabe en brengt Robbie terug uit de dood door hem de "Spirit of Vengeance" te geven. In de overtuiging dat hij zijn ziel aan de duivel heeft verkocht, begint Robbie met het vermoorden van de Locos en dat trekt de aandacht van S.H.I.E.L.D. Robbie ontmoet Daisy Johnson en na een gevecht tussen de twee werken ze samen om de Watchdogs te verslaan. Hun samenwerking leidt hen tot samen te werken met S.H.I.E.L.D. Hij moet zijn oom Eli redden van Lucy Bauer maar ontdekt dat Eli eigenlijk de Darkhold voor zichzelf wil gebruiken om een god te worden. Robbie confronteert zijn oom en sleept hem mee in een andere dimensie. Vermoedelijk dood gelooft Phil Coulson dat hij zal terugkeren.

### Animatie
- Ghost Rider had een gastoptreden in de Incredible Hulk animatie serie, in de aflevering "Innocent Blood". Hij had tevens een gastoptreden in de Fantastic Four animatieserie uit 1994, in de aflevering "When Galactus Calls." In beide gevallen werd zijn stem gedaan door Richard Grieco.
- Ghost Rider verscheen zeer kort in een herinnering in Gambits gedachten gedurende de X-Men animatieserie. Hij had hierin geen tekst.